# 759 Vinifera
759 Vinifera este un asteroid din centura principală, descoperit pe 26 august 1913, de Franz Kaiser.